# Teilmaschine
Als Teilmaschine oder Teilungsmaschine wird eine mechanische oder opto-mechanische Werkzeugmaschine bezeichnet, die zur Herstellung genauer Strichteilungen für Messinstrumente dient.
Es gibt zwei Typen von Teilmaschinen:
- Längenteilmaschinen (die in diesem Artikel behandelt werden) dienen zur Herstellung genauer Maßstäbe,
- Kreisteilungsmaschinen werden zur Herstellung von Teilkreisen für Winkelmessungen verwendet.

Sowohl lineare Maßstäbe als auch Teilkreise sind wichtige Bestandteile der verschiedensten Messinstrumente und müssen daher präzise gefertigt und gut abzulesen sein.

## Längenteilmaschinen
Längenteilmaschinen haben die Aufgabe, jenen stabförmigen Bauteil eines Instruments, auf dem die Längenmessung erfolgt, mit einer genauen Strichteilung zu versehen. Dazu wird der Stab periodisch um eine festgelegte kleine Strecke bewegt, worauf ein feststehendes Reißerwerk oder eine fotomechanische Apparatur einen definierten Strich aufbringt.
Im Wesentlichen wird dabei ein gegebenes Normalmaß auf einen anderen Gegenstand (den herzustellenden Längenmaßstab) übertragen. In manchen Sonderfällen ist auch eine gegebene Länge in eine Anzahl gleicher Teile zu unterteilen.
Längenteilmaschinen werden benötigt beim Anfertigen von Linealen aller Art, von Skalen an mathematischen und meteorologischen Instrumenten (Proportionszirkel, Messdreiecke, Barometer und Thermometer), aber auch für spezielle Messinstrumente wie Koordinatografen oder fotogrammetrische Auswertegeräten.

## Arbeitsprinzip
In den gegen Ende des 19. Jahrhunderts entwickelten Teilungsmaschinen für genaue Maßstäbe wurden die genau zu definierenden Schrittweiten von der in die Maschine integrierten Vorlage (das Normalmaß) abgegriffen. Um 1850 wurden mit sehr fein arbeitenden Teilmaschinen Beugungsgitter hergestellt. Führend in dieser Technik war der Physiker Friedrich Nobert. Der positionierte Werkzeugkopf ritzt die Teilstriche in den herzustellenden Metall- bzw. Glasmaßstab. Die Einstellung der Position am Normalmaß erfolgte zunächst mit einer starken Lupe, später mit eigenen Ablesemikroskopen. In den 1960er Jahren begann man in der optischen und geodätischen Industrie (z. B. bei Kern Aarau), die Teilstriche nicht mehr zu ritzen, sondern fotomechanisch herzustellen.
Nach Meyers Konversations-Lexikon 1888 arbeitete seine Längenteilmaschine folgendermaßen (etwas gekürzt):

Auf einer sorgfältig hergestellten stählernen Schraubenspindel, die mit ihren beiden glatten [mit keinem Gewinde versehenen] Enden in festen Lagern mittels einer Kurbel um ihre Längenachse drehbar ist, verschiebt sich das Reißerwerk, d. h. diejenige Vorrichtung, welche die Teilstriche in den zu teilenden Gegenstand einritzt und, auf einem Schlitten befestigt, mit diesem in sehr gleichmäßiger Weise vorwärts bewegt wird. Ein mit der Spindel sich drehender Zeiger gibt auf einer seitlichen Scheibe noch geringe Bruchteile einer Spindeldrehung an. Durch deren sehr geringe Steigung [...] kann man 1 mm in 3000 und mehr vollkommen gleiche Teile teilen und mit dem Diamanten in Glas einritzen, wie dies behufs der Versuche über die Beugung des Lichts erforderlich ist.